# Пічленд
Пічленд (англ. Peachland) — окружний муніципалітет в Канаді, у провінції Британська Колумбія, у складі регіонального округу Сентрал-Оканаґан.

## Населення
За даними перепису 2016 року, окружний муніципалітет нараховував 5428 осіб, показавши зростання на 4,4%, порівняно з 2011-м роком. Середня густина населення становила 340,1 осіб/км².
З офіційних мов обидвома одночасно володіли 310 жителів, тільки англійською — 5 115, а 5 — жодною з них. Усього 530 осіб вважали рідною мовою не одну з офіційних, з них 5 — одну з корінних мов, а 35 — українську.
Працездатне населення становило 50,5% усього населення, рівень безробіття — 8,8% (11,2% серед чоловіків та 6,6% серед жінок). 75,7% осіб були найманими працівниками, а 23,1% — самозайнятими.
Середній дохід на особу становив $44 121 (медіана $34 133), при цьому для чоловіків — $55 852, а для жінок $32 925 (медіани — $45 080 та $25 936 відповідно).
29,8% мешканців мали закінчену шкільну освіту, не мали закінченої шкільної освіти — 13,2%, 57,1% мали післяшкільну освіту, з яких 26,4% мали диплом бакалавра, або вищий, 30 осіб мали вчений ступінь.
| Статево-вікова структура населення | Статево-вікова структура населення | Статево-вікова структура населення | Статево-вікова структура населення | Статево-вікова структура населення |
| ---------------------------------- | ---------------------------------- | ---------------------------------- | ---------------------------------- | ---------------------------------- |
|                                    |                                    |                                    |                                    |                                    |
| Всього                             | Всього                             | 48,7%51,3%                         |                                    |                                    |
| 0 — 14 років                       | 0 — 14 років                       |                                    | 10,4%                              | 10,4%                              |
| 15 — 64 років                      | 15 — 64 років                      |                                    | 57,7%                              | 57,7%                              |
| 65 і більше                        | 65 і більше                        |                                    | 31,9%                              | 31,9%                              |
| 85 і більше                        | 85 і більше                        |                                    | 2,1%                               | 2,1%                               |
| Середній вік (років)               | Середній вік (років)               | 51,451,1                           | 51,2                               | 51,2                               |
| Медіана (років)                    | Медіана (років)                    | 57,757,1                           | 57,3                               | 57,3                               |
| — чоловіки — жінки                 |                                    |                                    |                                    |                                    |

| Походження мешканців:     | Походження мешканців:     | Походження мешканців: | Походження мешканців: | Походження мешканців: |
| ------------------------- | ------------------------- | --------------------- | --------------------- | --------------------- |
| Походження                |                           |                       | осіб                  | %                     |
| Корінні американці        | Корінні американці        |                       | 330                   | 6.09%                 |
| Інше північноамериканське | Інше північноамериканське |                       | 1 365                 | 25.18%                |
| Європейське               | Європейське               |                       | 4 680                 | 86.35%                |
| британське                | британське                |                       | 3 065                 | 56.55%                |
| французьке                | французьке                |                       | 600                   | 11.07%                |
| українське                | українське                |                       | 415                   | 7.66%                 |
| Латинськоамериканське     | Латинськоамериканське     |                       | 20                    | 0.37%                 |
| Африканське               | Африканське               |                       | 20                    | 0.37%                 |
| Азійське                  | Азійське                  |                       | 160                   | 2.95%                 |
| Океанійське               | Океанійське               |                       | 15                    | 0.28%                 |

| Зайнятість населення за галузями (за класифікацією NOC): | Зайнятість населення за галузями (за класифікацією NOC): | Зайнятість населення за галузями (за класифікацією NOC): | Зайнятість населення за галузями (за класифікацією NOC): | Зайнятість населення за галузями (за класифікацією NOC): |
| -------------------------------------------------------- | -------------------------------------------------------- | -------------------------------------------------------- | -------------------------------------------------------- | -------------------------------------------------------- |
|                                                          |                                                          |                                                          |                                                          |                                                          |
| Управління                                               | Управління                                               |                                                          | 11,8%                                                    | 11,8%                                                    |
| Бізнес, фінанси та адміністрування                       | Бізнес, фінанси та адміністрування                       |                                                          | 15,7%                                                    | 15,7%                                                    |
| Природничі та прикладні науки                            | Природничі та прикладні науки                            |                                                          | 5,2%                                                     | 5,2%                                                     |
| Охорона здоров'я                                         | Охорона здоров'я                                         |                                                          | 9,7%                                                     | 9,7%                                                     |
| Освіта, правозахист, муніципальні та урядові служби      | Освіта, правозахист, муніципальні та урядові служби      |                                                          | 7,9%                                                     | 7,9%                                                     |
| Мистецтво, культура, відпочинок та спорт                 | Мистецтво, культура, відпочинок та спорт                 |                                                          | 2,1%                                                     | 2,1%                                                     |
| Роздрібна торгівля та послуги                            | Роздрібна торгівля та послуги                            |                                                          | 24,6%                                                    | 24,6%                                                    |
| Гуртова торгівля, транспорт та обладнання                | Гуртова торгівля, транспорт та обладнання                |                                                          | 19%                                                      | 19%                                                      |
| Природні ресурси, сільське господарство                  | Природні ресурси, сільське господарство                  |                                                          | 2,3%                                                     | 2,3%                                                     |
| Виробництво                                              | Виробництво                                              |                                                          | 1,9%                                                     | 1,9%                                                     |

## Клімат
Середня річна температура становить 8,8°C, середня максимальна – 23,4°C, а середня мінімальна – -8,9°C. Середня річна кількість опадів – 371 мм.
| Клімат поселення                              | Клімат поселення | Клімат поселення | Клімат поселення | Клімат поселення | Клімат поселення | Клімат поселення | Клімат поселення | Клімат поселення | Клімат поселення | Клімат поселення | Клімат поселення | Клімат поселення | Клімат поселення |
| Показник                                      | Січ.             | Лют.             | Бер.             | Квіт.            | Трав.            | Черв.            | Лип.             | Серп.            | Вер.             | Жовт.            | Лист.            | Груд.            |                  |
| Середній максимум, °C                         | 4,54             | 6,89             | 11,07            | 15,29            | 19,73            | 23,44            | 22,77            | 22,81            | 18,02            | 11,84            | 5,93             | 1,98             |                  |
| Середня температура, °C                       | −2,21            | 0,16             | 4,32             | 8,54             | 12,99            | 16,70            | 19,78            | 19,81            | 15,02            | 8,85             | 2,93             | −1,02            |                  |
| Середній мінімум, °C                          | −8,93            | −6,58            | −2,44            | 1,80             | 6,25             | 9,97             | 16,78            | 16,82            | 12,02            | 5,87             | −0,05            | −4               |                  |
| Норма опадів, мм                              | 38               | 23               | 23               | 24               | 34               | 40               | 32               | 27               | 24               | 25               | 40               | 41               |                  |
| Середньомісячна швидкість вітру, м/с          | 2.10             | 2.02             | 2.40             | 2.60             | 2.42             | 2.40             | 2.31             | 2.21             | 2.01             | 2.11             | 2.22             | 2.20             |                  |
| Середньомісячна сонячна радіація, кДж/м²·день | 3251             | 6553             | 11408            | 16314            | 20051            | 21725            | 22951            | 19647            | 14108            | 8096             | 3777             | 2590             |                  |
| --------------------------------------------- | ---------------- | ---------------- | ---------------- | ---------------- | ---------------- | ---------------- | ---------------- | ---------------- | ---------------- | ---------------- | ---------------- | ---------------- | ---------------- |
| Джерело:                                      |                  |                  |                  |                  |                  |                  |                  |                  |                  |                  |                  |                  |                  |